# Fietsenstalling IJboulevard
De Fietsenstalling IJboulevard is een ondergrondse fietsenstalling in Amsterdam-Centrum. De stalling, die geopend werd op woensdag 22 februari 2023, is gelegen onder de IJboulevard, aan de noordzijde van Station Amsterdam Centraal.

## Ligging, bouw en andere stallingen

### Ligging
De fietsenstalling is gelegen aan de IJzijde van het station onder de genoemde boulevard. De stalling kent twee ingangen voor fietsen: aan de westzijde (naast de ponten) en aan de oostzijde. Daarnaast zijn er twee trappen in het midden die alleen toegankelijk zijn voor voetgangers.
In de stalling is plek voor rond de 4.000 fietsen.

### Bouw

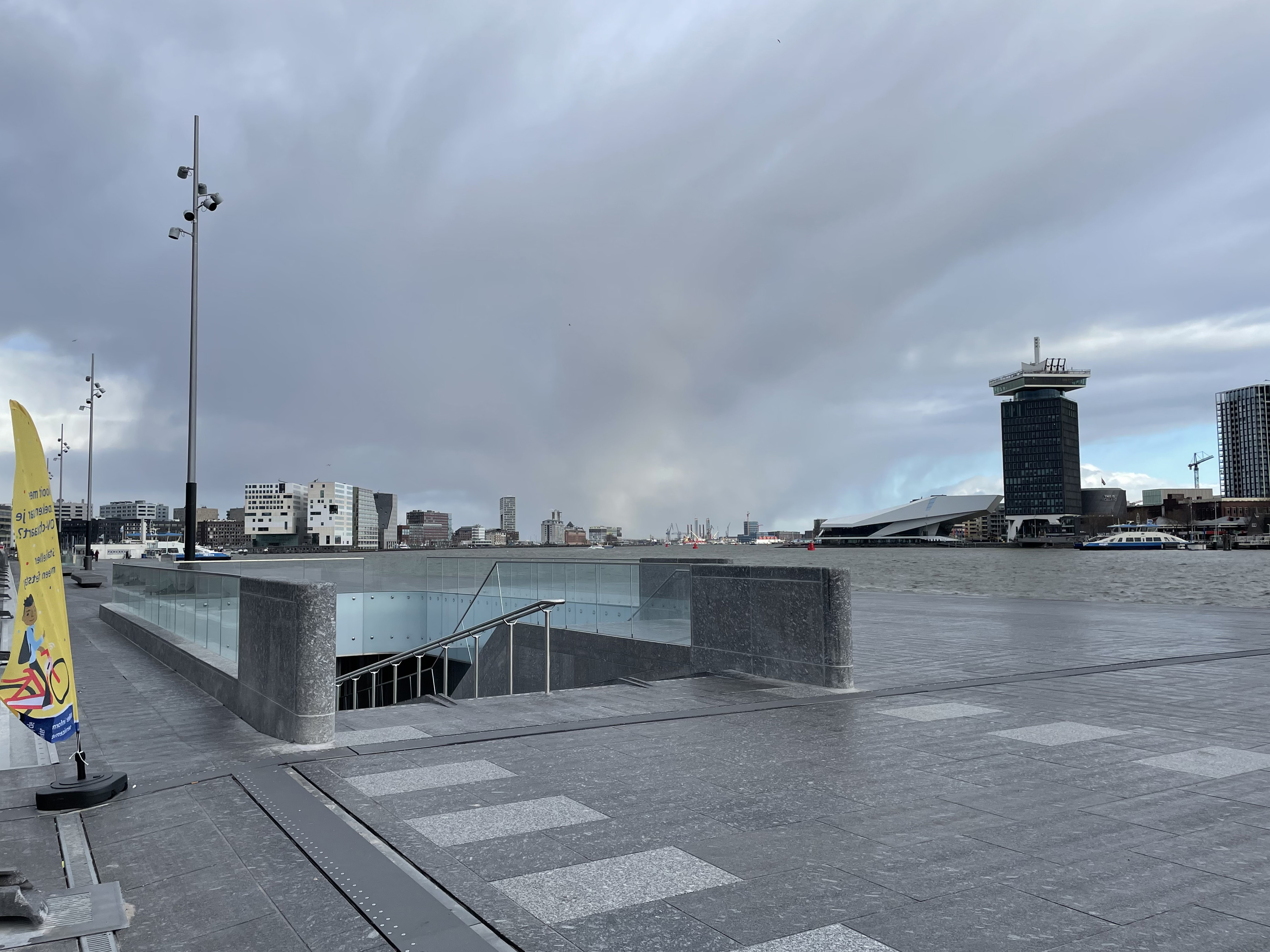
De stalling heeft zowel een ingang aan de oost als westzijde, dit is de ingang aan de oostzijde (februari 2023)

De bouw startte in maart 2021 als onderdeel van de inrichting van de gehele boulevard die al sinds 2019 gaande was met het verwijderen van een bestaande fietsenstalling op een pont. In mei werd de eerste paal geslagen en werd het IJpleinveer verplaatst. De stalling is ontworpen door architect Danny Esselman van VenhoevenCS.
De stalling opende op woensdag 22 februari 2023, bijna een maand na de opening van de grotere Fietsenstalling Stationsplein aan de centrumzijde onder het Open Havenfront. Daar is plek voor 7.000 fietsen. Opening van beide ondergrondse stallingen betekende het eind van veel bovengrondse fietsparkeerplekken en de fietsflat.

## Constructie
Het was tijdens de bouw passen en meten. De fietsenstalling moest worden geplaatst met aan de zuidkant de Michiel de Ruijtertunnel en het Centraal Station met daarbij metrokelders. Ook het Busstation Amsterdam Centraal ligt er. In de ondergrond liggen dan nog tunnels ten behoeve van de Noord-zuidlijn. Aan de noordzijde is dan de oever van het IJ, waarbij beschermd moest worden tegen aanvaring. Architectenweb omschrijft de stalling als "semi-drijvend". Zij omschreven de gebruikte techniek als zinktunneltechniek. Die techniek maakt gebruik van caissons die op een (verstevigde) ondergrond aan elkaar geschakeld worden; ter plaatse was er geen ondergrond maar werden de "tunneldelen" afgezonken totdat ze op de funderingspalen rusten. Die palen komen vanuit de grond omhoog tot circa 4,5 meter onder het wateroppervlak. De tunnelelementen liggen vanwege deze constructie zowel onder als boven het wateroppervlak. Het stuk dat boven het wateroppervlak steekt werd gebruikt als dak en vloer van de IJboulevard. De aanvaringsbescherming kon gecombineerd worden voor auto-, metrotunnel en busstation.  Deze onderwatermuur moest een ecosysteem onderbrengen. Er worden kunstmatige riffen aangebracht, pijpen moet schuil- en paaiplekken opleveren; voorts is de wand grof qua oppervlak, zodat zich allerlei organismen zich aan de wand kunnen vestigen. Tot slot zijn zogenaamde biohutten geplaatst; hier kunnen kleine organismen schuilen voor roofvissen. VenhovenCS had al ervaring opgebouwd voor ecotoepassingen in de door hun ontworpen Brug 2189. 

## Kunst
In de fietsenstalling is onopvallende kunst in de openbare ruimte aangebracht. Aan beide uiteinden zijn twee beeltenissen te zien. Een daarvan (oostkant) is een extreem uitvergrote schildering van een zeeslag; de andere (westkant) geeft een extreem uitvergrote versie van De bedreigde zwaan van Jan Asselijn. Andere kunst bevindt zich in de categorie toegepaste kunst. Om fietsen terug te kunnen vinden is de stalling onderverdeeld in sectoren; elke sector is aangegeven door metalen schilden op de rekken met daarop namen en een grafische weergave daarvan, bijvoorbeeld "Water" verbeeld door golfjes. Deze sectorindeling is terug te vinden in houten versies aangebracht op de muren.  

## Afbeeldingen

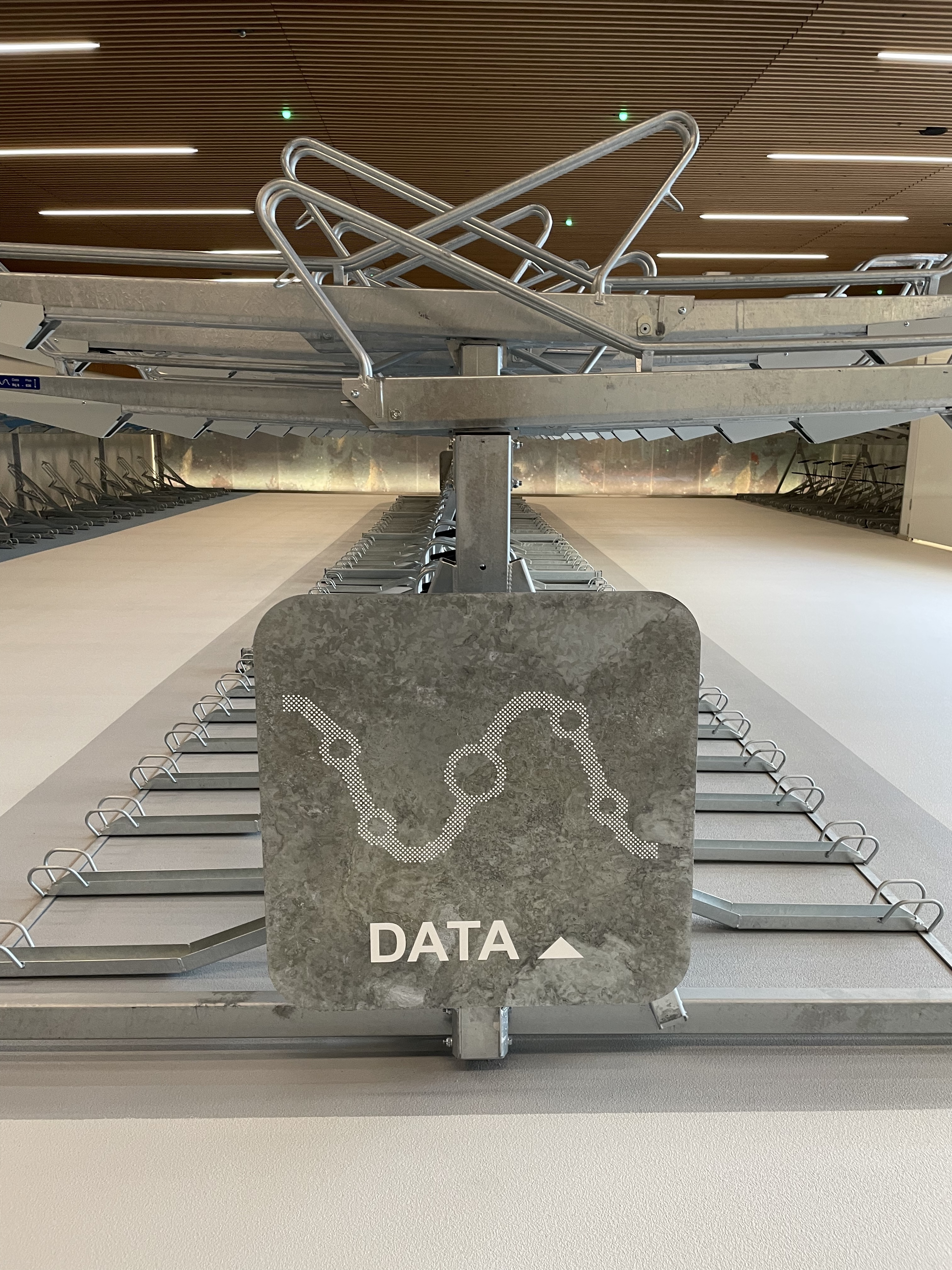
De stalling heeft een aantal secties met names als "data", "wind" en "water" zodat gebruikers beter kunnen onthouden waar hun fiets is gestald (februari 2023).
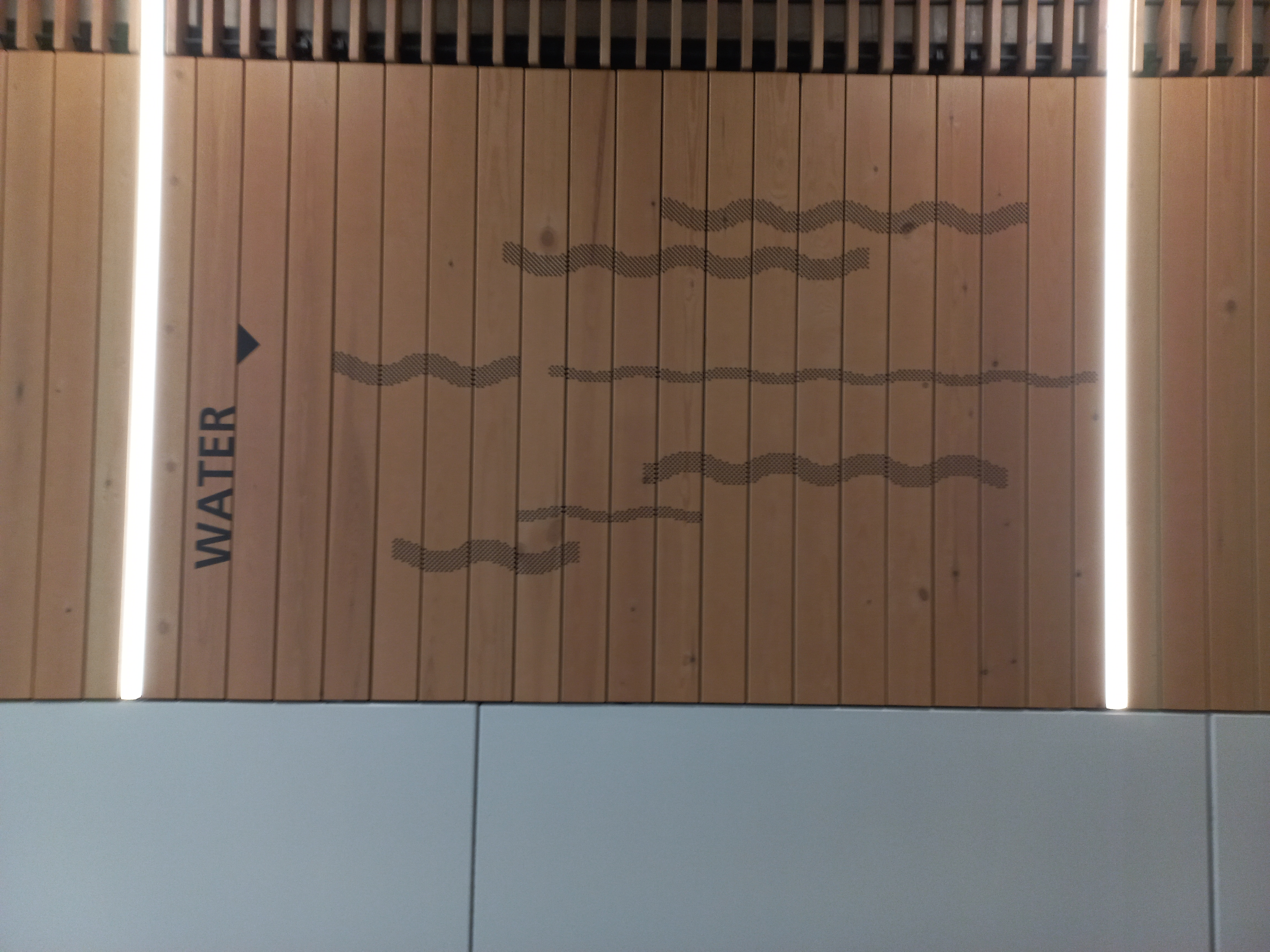
Houten aangeving sectoren (maart 2023).
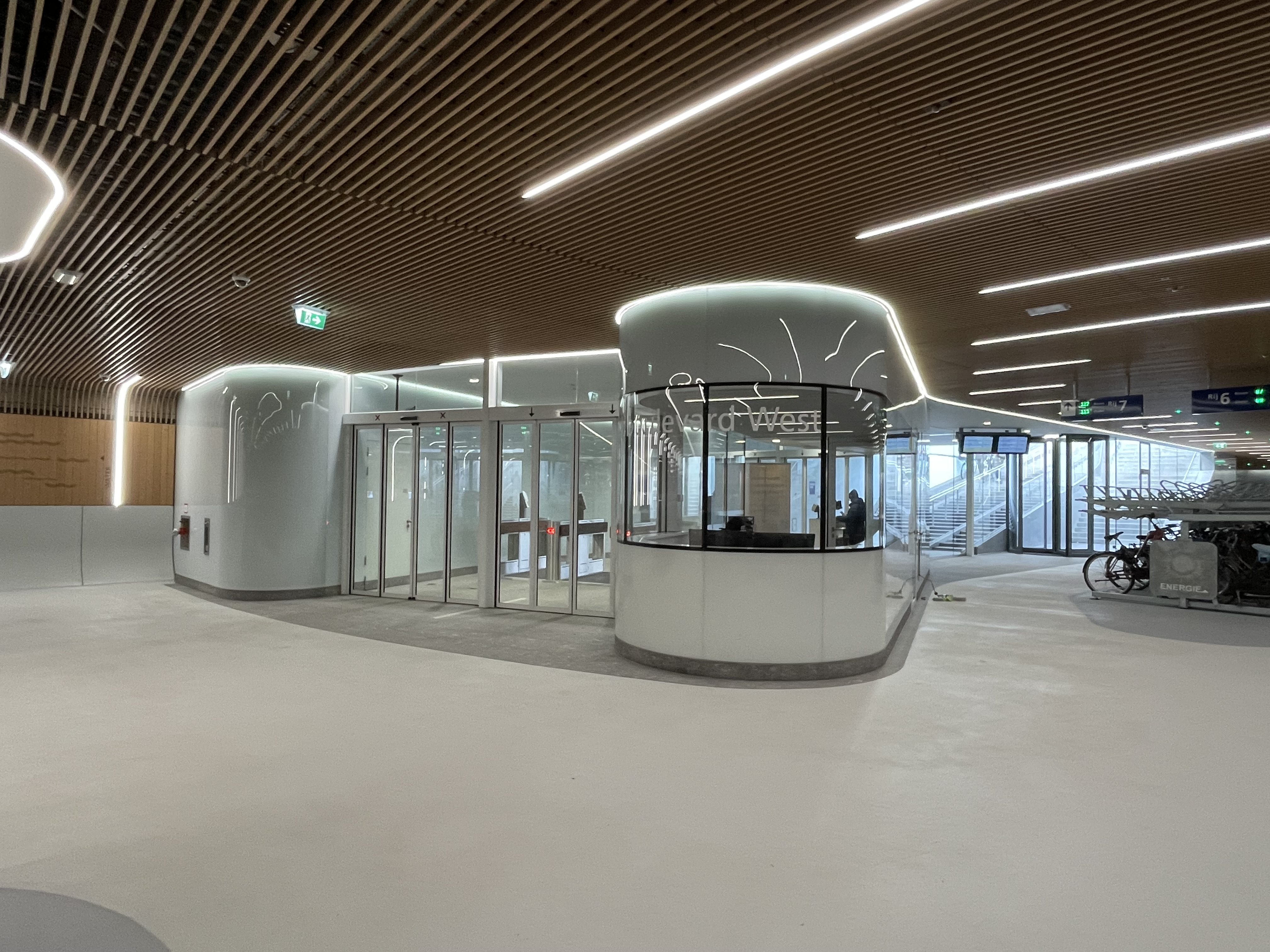
Entree aan de westzijde. Gebruikers kunnen inchecken in de stalling met een OV-chipkaart, bankpas of een zogenaamde fietstag (februari 2023).
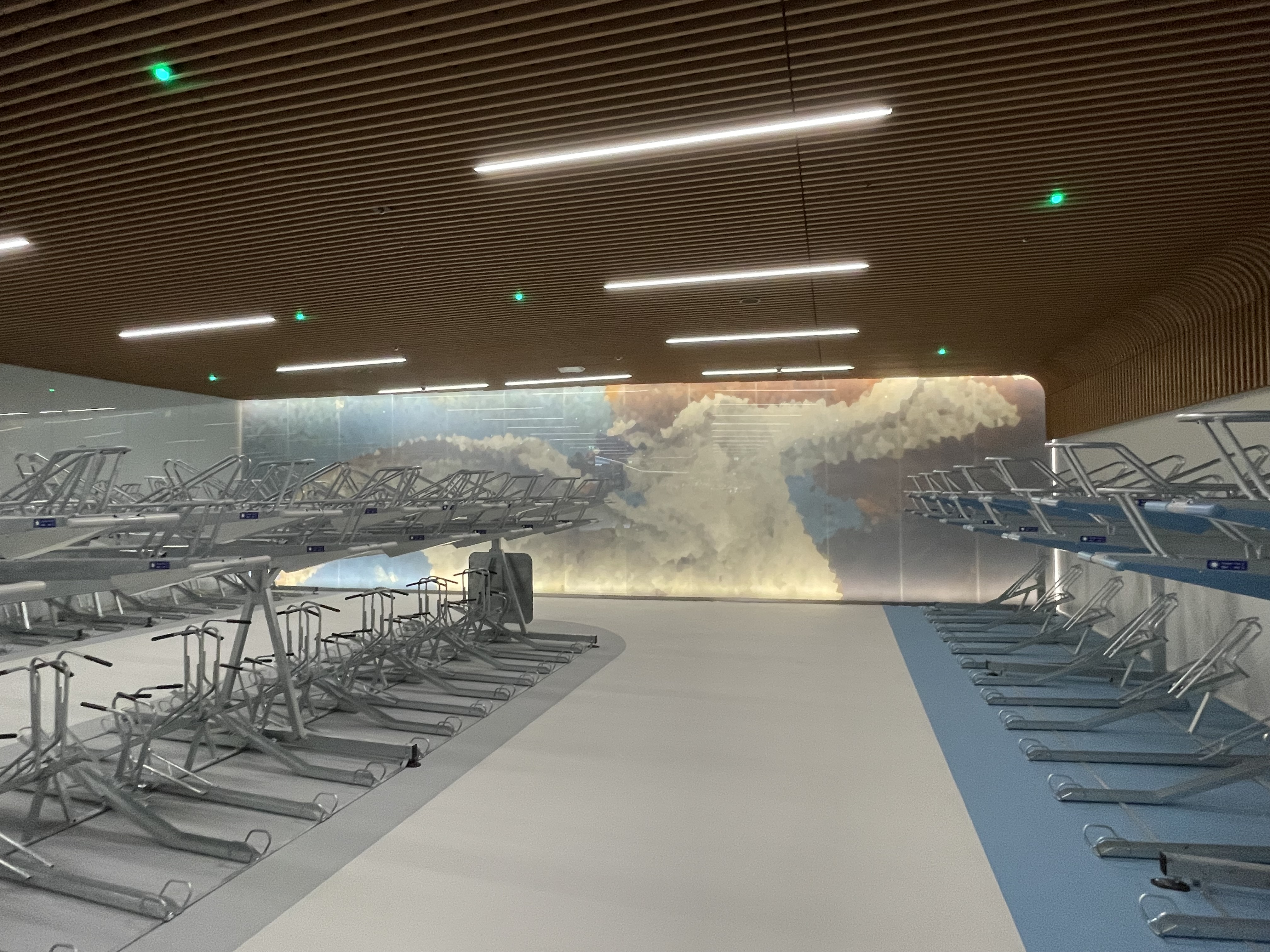
Aan beide kanten zijn grote afbeeldingen te zien op de wanden. Dit is De bedreigde zwaan van Jan Asselijn (circa 1610 - 1652) uit de collectie van het Rijksmuseum (februari 2023).